# Кутузов (фильм)
«Куту́зов» — советский полнометражный художественный чёрно-белый фильм, снятый режиссёром Владимиром Петровым на киностудии «Мосфильм» в 1943 году.

## Сюжет
Фильм охватывает события войны 1812 года и рассказывает о личности Михаила Илларионовича Кутузова, светлейшего князя Смоленского — русского полководца, фельдмаршала, ученика А. В. Суворова.

## В ролях
- Алексей Дикий — генерал-фельдмаршал Михаил Илларионович Кутузов
- Николай Охлопков — генерал от инфантерии Михаил Богданович Барклай-де-Толли
- Сергей Закариадзе — генерал от инфантерии Пётр Иванович Багратион
- Владимир Готовцев — генерал от кавалерии Леонтий Леонтьевич Беннигсен, начальник Главного штаба
- Николай Тимченко — император Александр I
- Николай Рыжов — Волконский
- Семён Межинский — император Наполеон Бонапарт
- Евгений Калужский — маршал Луи Александр Бертье
- Николай Бриллинг — маршал Иоахим Мюрат
- Аркадий Поляков — маршал Луи Николя Даву
- Сергей Блинников — генерал от кавалерии Матвей Иванович Платов
- Константин Шиловцев — генерал-лейтенант Пётр Петрович Коновницын
- Борис Чирков — Денис Васильевич Давыдов
- Владимир Ершов — гусар
- Иван Скуратов — солдат Семён Жестянников
- Михаил Пуговкин — солдат Федя
- Александр Степанов — маршал Мишель Ней
- Гавриил Терехов — генерал Батист Лористон

Не указаны в титрах:
- Александра Данилова — старостиха Василиса Кожина
- Владимир Уральский — генерал
- Мария Яроцкая — крестьянка
- Михаил Садовский — офицер
- Владимир Соловьёв — французский генерал
- Пётр Репнин — солдат
- Евгений Григорьев — партизан

## Съёмочная группа
- Автор сценария: Владимир Соловьёв
- Режиссёр: Владимир Петров
- Оператор: Борис Арецкий, Михаил Гиндин
- Художник: Владимир Егоров
- Композитор: Юрий Шапорин
- Директор: Яков Анцелович

## Домашнее видео
В начале 2000-х годов фильм выпущен на домашних видеокассетах компанией «Мастер Тэйп».